# (6292) 1986 QQ2
(6292) 1986 QQ2 è un asteroide della fascia principale. Scoperto nel 1986, presenta un'orbita caratterizzata da un semiasse maggiore pari a 2,338800 UA e da un'eccentricità di 0,089599, inclinata di 7,594459° rispetto all'eclittica. Ha un diametro di 3,862 km e un'albedo di 0,430.
Fa parte della famiglia di asteroidi Vesta.